# Symphoricarpos oreophilus
Espèce
Classification phylogénétique
Symphoricarpos oreophilus, appelé communément symphorine d'Utah, est une espèce de plantes à fleurs du genre Symphoricarpos et de la famille des Caprifoliaceae d'origine nord-américaine.

## Description
Symphoricarpos oreophilus est un buisson à feuilles caduques. Selon les conditions environnementales, il peut atteindre 30 cm à 1,5 m de hauteur à maturité.
Le fruit est une drupe blanche contenant deux nucules, chacune contenant une graine. La plante provient d'un rhizome. Elle a une multiplication végétative en poussant du rhizome et par un marcottage et aussi sexuelle par la graine.

## Distribution
Symphoricarpos oreophilus est largement répandu dans l'ouest du Canada, aux États-Unis et dans le nord-ouest du Mexique. On le trouve dans des régions montagneuses telles que la chaîne des Cascades, la sierra Nevada, les montagnes Rocheuses et la sierra Madre occidentale, de la Colombie-Britannique aux Barrancas del Cobre, dans le Chihuahua, les Black Hills, l'Oklahoma Panhandle, et Trans-Pecos.

## Écologie
Symphoricarpos oreophilus est commun dans de nombreux types d'habitats dans l'ouest de l'Amérique du Nord et peut même dominer certains écosystèmes, comme ceux autour des armoises. C'est également une espèce indicatrice de certains types d'habitat, où notamment Pseudotsuga menziesii, Abies concolor, Pinus ponderosa, Abies lasiocarpa, Quercus gambelii et/ou Populus tremuloides constituent la canopée. Elle pousse à tous les stades de succession écologique dans les forêts de pins et de genévriers. On le trouve généralement dans un habitat ouvert, car il ne tolère pas facilement l'ombre. Dans les régions fortement boisées, il pousse dans des zones ouvertes et se brise dans la canopée.
De nombreux types d'animaux utilisent cette plante pour se nourrir, en particulier au début du printemps, lorsqu'elle est l'une des premières plantes à porter des feuilles. Les Cervidae, le wapiti et le bétail prennent le feuillage. Les oiseaux comme la pie à bec jaune consomment les fruits.